# Nîjno-Teple, Stanîcino-Luhanske
Nîjno-Teple (în ucraineană Нижньо-Тепле) este localitatea de reședință a comunei Nîjno-Teple din raionul Stanîcino-Luhanske, regiunea Luhansk, Ucraina.

## Demografie
Componența lingvistică a localității Nîjno-Teple
     Rusă (88,31%)
     Ucraineană (10,5%)
     Alte limbi (0,19%)
Conform recensământului din 2001, majoritatea populației localității Nîjno-Teple era vorbitoare de rusă (88,31%), existând în minoritate și vorbitori de ucraineană (10,5%).